# Tarun Bhattacharya

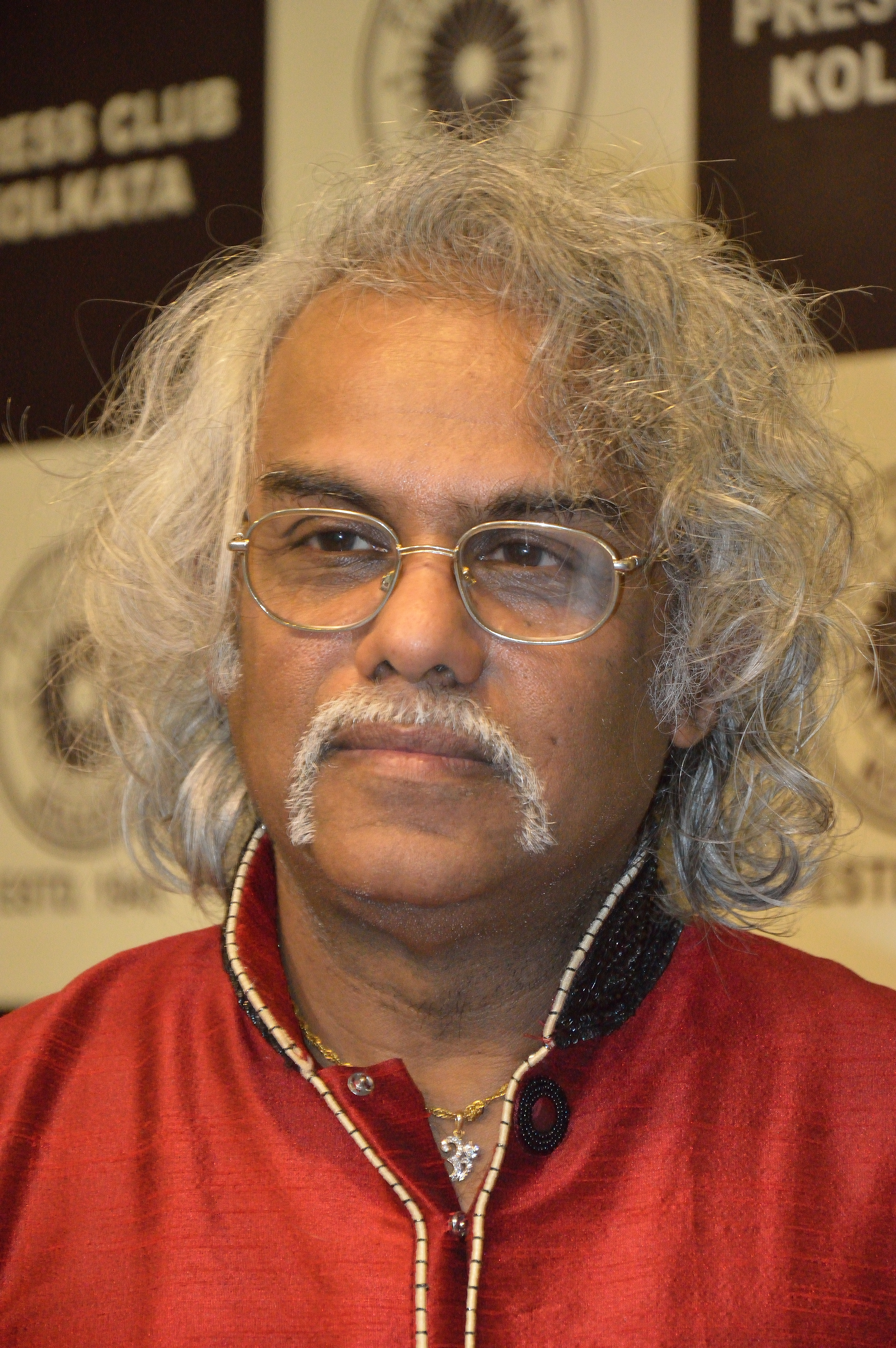
Tarun Bhattacharya (2015 in Kalkutta)

Tarun Bhattacharya (Hindi तरुण भट्टाचार्य; * 23. Dezember 1957 in Haora, Westbengalen) ist ein indischer Santurspieler.

## Leben
Bhattachrya begann als Kind Tabla zu spielen. Ab dem achten Lebensjahr unterrichtete ihn sein Vater Robi Bhattacharya im Santurspiel. Später studierte er bei Dulal Roy und war schließlich dreizehn Jahre Schüler von Ravi Shankar. Als Solist tritt er bei Konzerten und Festivals in Indien, Fernost, Europa und Nordamerika auf und ist regelmäßiger Gast bei All India Radio. Unter anderem tritt er regelmäßig bei der Doverlane Music Conference auf und war Gast in der Royal Albert Hall und im Kreml. Insgesamt wirkte er an mehr als 150 Alben mit. 2000 erhielt er den Bhakti Kala Kshetra Award, 2018 wurde er mit dem Sangeet Natak Akademi Award ausgezeichnet.
Mehrere Neuerungen des Instruments Santur gehen auf Bhattacharya zurück. Durch die Verwendung dickerer Saiten ermöglichte er erstmals das Spielen von Glissandotönen auf dem Instrument. Als master of 100 strings bekannt fügte er der Santur zusätzliche Saiten hinzu. Außerdem erfand er eine Methode, das Instrument in kurzer Zeit exakt zu stimmen.

## Diskographie (Auswahl)
- Song of Nature, Flame of the Forest (mit V. M. Bhatt und Ronu Majumdar), 1992
- Essence of Jugalbandi, 1993
- Sargam, 1995
- Rags Gujari Todi & Bhairavi, 1995
- Kirvani, 1996
- Mental Bliss (mit Bickram Ghosh), 1998
- Nomad Christmas
- Hypnotic Santoor, 2001
- Raga Basant Mukhari / Mishra Todi, 2002
- Transcendence, 2005
- Natural, 2007
- Aahir Bhairav & Gurjari Todi, 2009
- The Exotic Santoor (mit Amir Khan), 2010
- Shades of the Santoor, 2012
- Inner Vision, 2015
- Afro-Indian Project, 2017
- North India – Sangeet Trio en concert